# Maurice Ruah
Maurice Ruah (Caracas, 19 febbraio 1971) è un ex tennista venezuelano.

## Carriera
In carriera ha vinto un titolo di doppio. Nei tornei del Grande Slam ha ottenuto il suo miglior risultato raggiungendo i quarti di finale di doppio misto a Wimbledon nel 1994, in coppia con l'argentina Florencia Labat.
In Coppa Davis ha disputato un totale di 47 partite, ottenendo 25 vittorie e 22 sconfitte.

## Statistiche

### Doppio

#### Vittorie (1)
| Numero | Anno            | Torneo                         | Superficie | Compagno      | Avversari in finale  | Punteggio     |
| 1.     | 8 novembre 1992 | ATP Buzios, Armação dos Búzios | Cemento    | Mario Tabares | Mark Keil Tom Mercer | 7–6, 6–7, 6–4 |

### Doppio

#### Finali perse (1)
| Numero | Anno            | Torneo                             | Superficie  | Compagno    | Avversari in finale         | Punteggio |
| 1.     | 2 novembre 1997 | Cerveza Club Colombia Open, Bogotà | Terra rossa | Karim Alami | Luis Lobo Fernando Meligeni | 1–6, 3–6  |